# Eisbären Berlin
Eisbären Berlinⓘ – niemiecki klub hokejowy z siedzibą w Berlinie. Jeden z założycieli DEL. Zapleczem klubu jest od 2000 klub Eisbären Juniors Berlin, który zajmuje się przede wszystkim szkoleniem młodzieży.

## Dotychczasowe nazwy
- SC Dynamo Berlin (1954–1990)
- EHC Dynamo Berlin (1990–1992)
- Eisbären Berlin (od 1992)

## Sukcesy

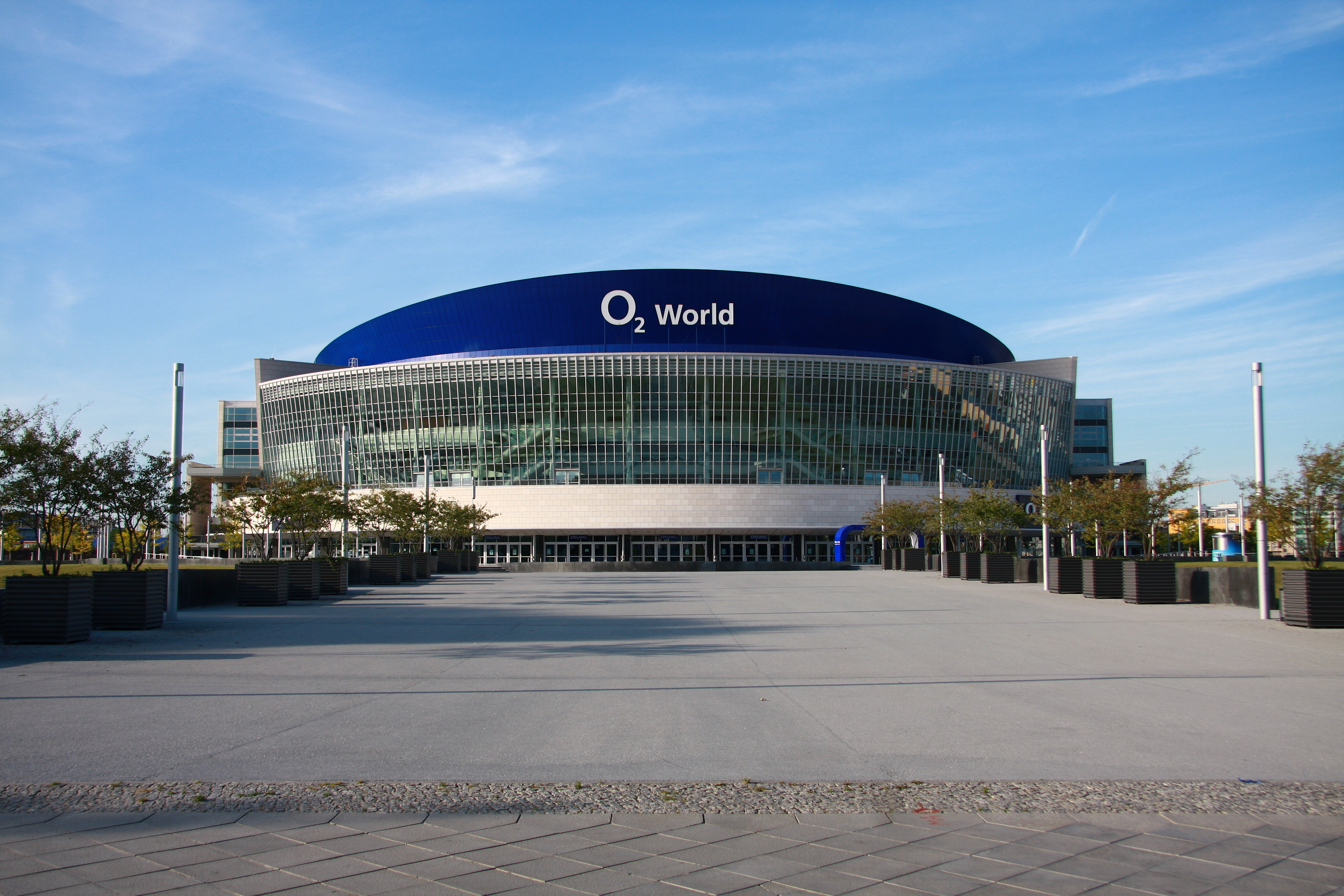
Hala O2 World

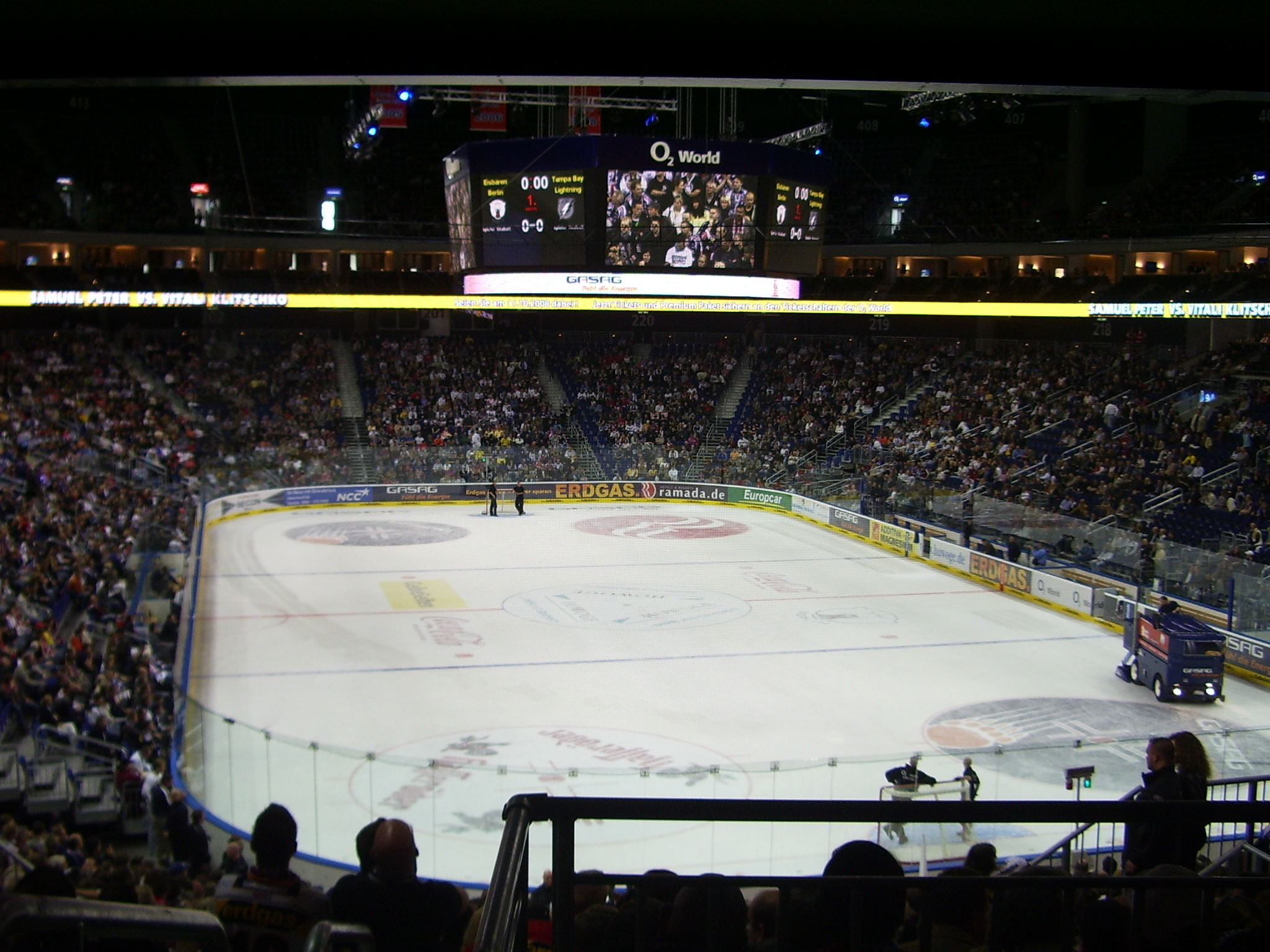
Lodowisko w hali O2 World

- Złoty medal mistrzostw  NRD (15 razy): 1966, 1967, 1968, 1976, 1977, 1978, 1979, 1980, 1982, 1983, 1984, 1985, 1986, 1987, 1988.
- Złoty medal mistrzostw Niemiec (9 razy): 2005, 2006, 2008, 2009, 2011, 2012, 2013, 2021, 2022
- Srebrny medal mistrzostw Niemiec (3 razy): 1998, 2004, 2018
- Puchar Niemiec: 2008
- European Trophy: 2010
- Drugie miejsce w Pucharze Kontynentalnym (2 razy): 1998, 2000
- Trzecie miejsce w European Hockey League: 1999
- Trzecie miejsce w Pucharze Europy: 1984